# Русская социалистическая партия
Русская социалистическая партия (РСП) — кадровая по характеру членства общероссийская общественная политическая организация.
Среди основных приоритетов деятельности обозначенных в программе партии, — идеи умеренного консерватизма, традиционализма и социальной ориентации. Другие ценностные ориентиры были наиболее полно представлены в иных программных документах РСП, однако, фактически не нашли своего воплощения в практической деятельности.
РСП была образована на Учредительном съезде 27 апреля 1996 года. Как и многие другие избирательные объединения того периода, во второй половине 1990-х годов партия разработала новую редакцию изменений и дополнений своего Устава, что было связано с получением статуса политического общественного объединения. Русская социалистическая партия была зарегистрирована Министерством юстиции РФ 7 декабря 1998 года. Председателем партии в период её существования являлся Владимир Алексеевич Брынцалов. По итогам парламентских выборов 1999 года за федеральный список кандидатов в депутаты Государственной Думы Федерального Собрания Российской Федерации, выдвинутый этим избирательным объединением, проголосовало 0,24 % от общего числа принявших участие в голосовании граждан.
В результате избирательное объединение не получило депутатского представительства в Государственной Думе по федеральному избирательному округу, однако по итогам выборов в Орехово-Зуевском одномандатном избирательном округе № 111, Московская область, депутатом Государственной Думы был избран лидер партии Вл. Брынцалов, вошедший в депутатскую группу «Народный депутат». В 2001 году, партия самороспустилась и вошла в партию Единая Россия.